# Odontostomops
Odontostomops is een monotypisch geslacht van straalvinnige vissen uit de familie van de sabeltandvissen (Evermannellidae). Het geslacht is voor het eerst wetenschappelijk beschreven in 1934 door Fowler.

## Soort
- Odontostomops normalops (Parr, 1928)